# Calatia
Calatia (ou Galazia au Moyen Âge) était une ville d'origine osque, puis romaine, le long du tracé de la voie Appienne, aux limites de l'actuelle commune de Caserte.

## Histoire
Calatia a probablement été fondée durant l'âge du fer et devait à l'origine être un petit village fortifié, avec des cabanes très simples, entourées d'une palissade. L'habitat était placé le long d'une des principales voies de communication entre le nord et le sud de la péninsule italienne, voie qui deviendra plus tard la voie romaine Appienne. L’étymologie « cal » suggère un lieu fortifié ; les restes d'une nécropole du VIIe siècle av. J.-C. indiquent la présence d'un chef de village ou d'une autorité centrale. Dans la nécropole, les tombes sont à fosse et recouvertes de galets ; le corps est presque toujours placé sur le dos.
La présence d'une importante voie de communication est indiquée par les restes archéologiques : des vases et autres artefacts étrusques, une population vivant quelques centaines de kilomètres plus au nord, ont été trouvés à Calatia, ce qui suggère un intense trafic commercial avec l'Étrurie, mais aussi avec les proches colonies grecques, comme Cumes.
Au Ve siècle av. J.-C., les Samnites occupent toute la Campania Felix, chassant les Étrusques. Mais Calatia est en pleine expansion comme charnière entre le monde romain et samnite. En 321 av. J.-C., les consuls romains Spurius Postumius Albinus Caudinus et Titus Veturius Calvinus, y placèrent leur campement pendant la deuxième guerre samnite, mais ils furent vaincus aux Fourches Caudines. Ce n'est qu'en 309 av. J.-C. que le consul Caius Iunius Bubulcus Brutus l'occupa et l'annexa aux domaines romains. L'importance de la ville continua à croitre, mais, après de désastre de Canne en 215 av. J.-C., Calatia s'allia, avec Capoue et Atella, avec Hannibal, qui y installa une garnison. Après la chute d'Hannibal six ans plus tard, Rome la punit en en faisant une « civitas sine suffragio » et les territoires de la ville passèrent au domaine public, l'ager publicus. Les chefs de la révolte contre Rome furent exilés ou tués. Cette humiliante défaite marqua le début du déclin de la ville. De ce moment difficile pour les alliés d'Hannibal, on sait qu'ils demandèrent au Sénat que faire après la destruction de leur ville. Aux habitants d'Acerra il fut permis de reconstruire leurs maisons, à ceux de Nocera il fut permis de se transférer à Atella, pendant qu'aux habitants de Atella il fut imposé de se transférer à Calatia.
Jules César, en 59 av. J.-C. fit de Calatia une colonie pour vétérans, à qui il donna les terrains aux alentours. Mais Calatia ne regagna ses droits civils qu'en période impériale, quand elle fut inscrite, avec Capoue, Atella et Acerra à la Tribu Falerna.
Avec la chrétienté, la ville gagna une certaine importance comme siège épiscopal. elle subit aussi de fréquentes attaques de la part des Sarrasins, qui la saccagèrent à nombreuses reprises, jusqu'à la détruire complètement en 880. Les habitants se réfugièrent sur les collines de Maddaloni, pendant que l'évêque et le clergé s'établirent à Casertavecchia.

## Les deux Calatia
Calatia a été souvent confondue par les historiens avec Caiatia, ville antique située près de la moderne Caiazzo.
Calatia était d'origine osque, pendant que Caiatia était une ville samnite.
L'erreur est surtout due à Cluvier, auteur de Italia antiqua (1624), qui -à cause de l'erreur d'attribution- écrivait que la voie Appienne faisait un grand détour par Caiazzo.
Cette erreur était déjà identifiée par l'historien Camillo Pellegrino à cause de l'incohérence entre les sources littéraires et la topographie des lieux, ce qui lui faisait écrire qu'ils s'agissait probablement de deux villes différentes. Sur la Table de Peutinger il identifie correctement Calatia au sud du Volturno. Sur la Table on voit bien, au  Segmentum V, que Calatia est sur l'Appia qui relie Capoue à Benevent en passant par "ad novas vicus" (Santa Maria a Vico) et Caudio (Montesarchio), quand Gahatie (Caiazzo) est plus à orient, sur l'autre rive du Volturno, près du pont du "Castra (H)An(n)iba(lis)", le Pont d'Hannibal construit entre Pontelatone, Capoue et Triflisco.
Theodor Mommsen clarifie une fois pour toutes la différence entre les deux villes au XIXe siècle. Pour ce, il utilise les travaux des historiens locaux, comme ceux de Francesco Daniele, qui identifient sans ambigüités les deux villes.